# Дург (округ)
Дург (англ. Durg) — округ в индийском штате Чхаттисгарх. Образован в 1906 году. Административный центр — город Дург. Площадь округа — 8549 км². По данным всеиндийской переписи 2001 года население округа составляло 2 810 436 человек. Уровень грамотности взрослого населения составлял 75,6 %, что выше среднеиндийского уровня (59,5 %). Доля городского населения составляла 38,2 %. В 1973 году из части территории округа был образован округ Нандараджгаон.